# Rick Reinert
Richard (Rick) Reinert (ur. 14 września 1925 w Cleveland, Ohio, zm. 5 listopada 2018) – animator oraz założyciel studia Rick Reinert Productions, które wyprodukowało popularną w latach 80 serię filmów animowanych Kapitan Czytalski przedstawia (Cap'n O. G. Readmore). Reinert rozpoczął karierę w dziale filmów rysunkowych Metro-Goldwyn-Mayer w 1945 roku. Oprócz tego znany też jest ze zrealizowania filmu animowanego Kubuś Puchatek i Dzień Kłapouchego (1983).

## Wybrana filmografia
- 1981: Kubuś poznaje pory roku
- 1983: Kubuś Puchatek i Dzień Kłapouchego
- 1985-92: Pięć filmów animowanych z serii Kapitan Czytalski przedstawia